# Арпавон
Арпавон (фр. Arpavon) насеље је и општина у источној Француској у региону Рона-Алпи, у департману Дром која припада префектури Нион.
По подацима из 2011. године у општини је живело 84 становника, а густина насељености је износила 6,25 становника/km². Општина се простире на површини од 13,45 km². Налази се на средњој надморској висини од 750 метара (максималној 1.205 m, а минималној 341 m).

## Демографија
| 1962. | 1968. | 1975. | 1982. | 1990. | 1999. | 2011. |
| ----- | ----- | ----- | ----- | ----- | ----- | ----- |
| 59    | 64    | 43    | 32    | 44    | 61    | 84    |

График промене броја становника у току последњих година